# Ciels du Paradis

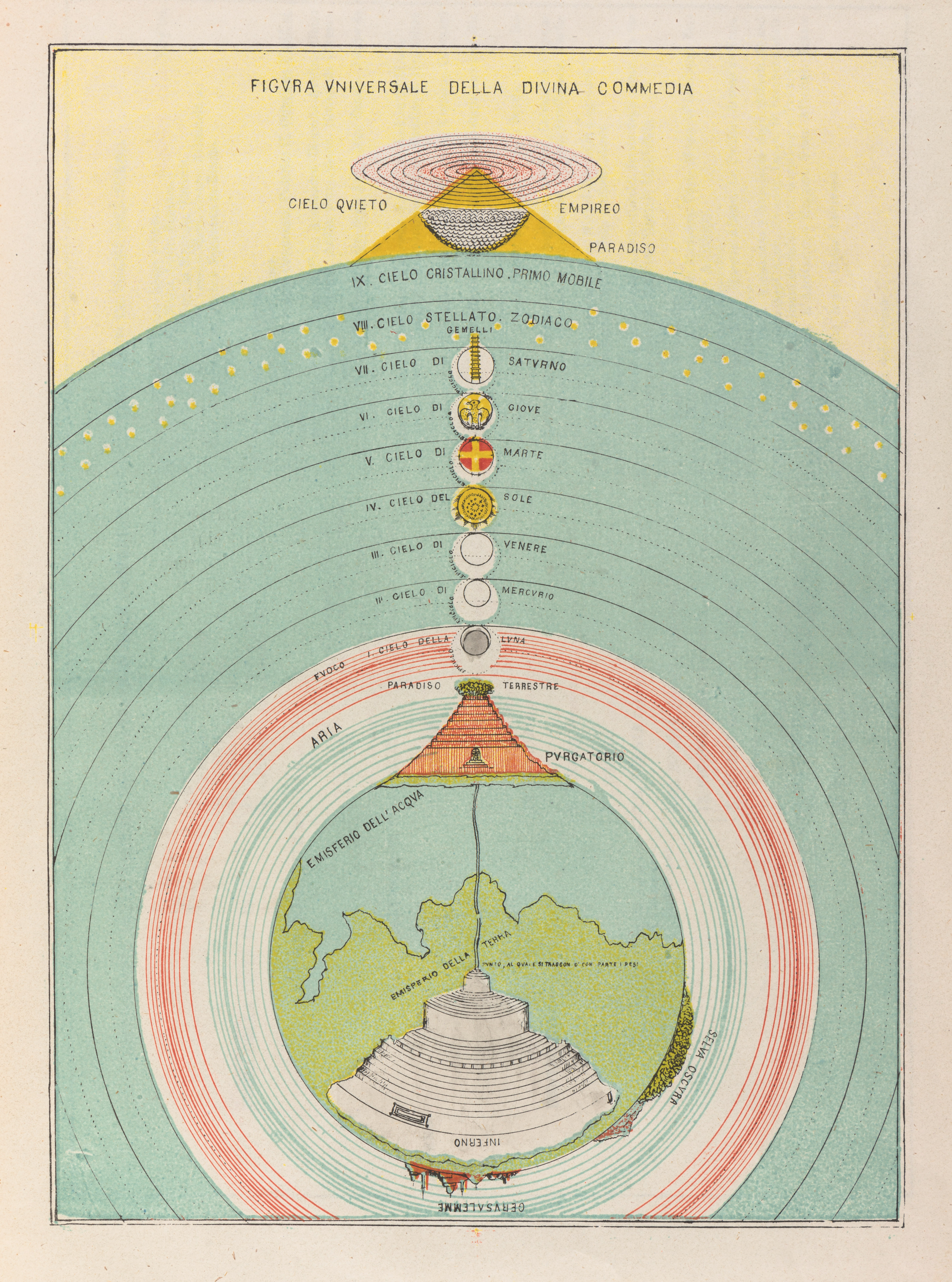
Les 9 cieux au-dessus de la Terre, au-dessus desquels se trouve l'Empyrée.

Les Ciels du Paradis se situent dans le Paradis de la Divine Comédie de Dante Alighieri. Dans le troisième cantique, il décrit la vision de son voyage dans l'au-delà où le Paradis est divisé en cieux, qui sont au nombre de neuf et qui suivent le système cosmologique aristotélicien-ptolémaïque : les sept premiers correspondent chacun à une planète du système solaire. Le siège des bienheureux est en fait l'Empyrée, mais la Grâce divine leur a permis de se répandre dans les cieux inférieurs pour se manifester à Dante selon leurs actions et inclinations terrestres. La disposition des âmes au Paradis est expliquée en partie dans le Chant III) et dans le Chant IV, tandis que la correspondance avec les hiérarchies célestes est expliquée dans le Chant XXVIII.
Du Paradis terrestre, Dante et Béatrice montent au Paradis à travers la Sphère du Feu, qui sépare le monde contingent du monde incorruptible et éternel.

## Premier Ciel (Ciel de la Lune) - Esprits manquants dans leurs vœux

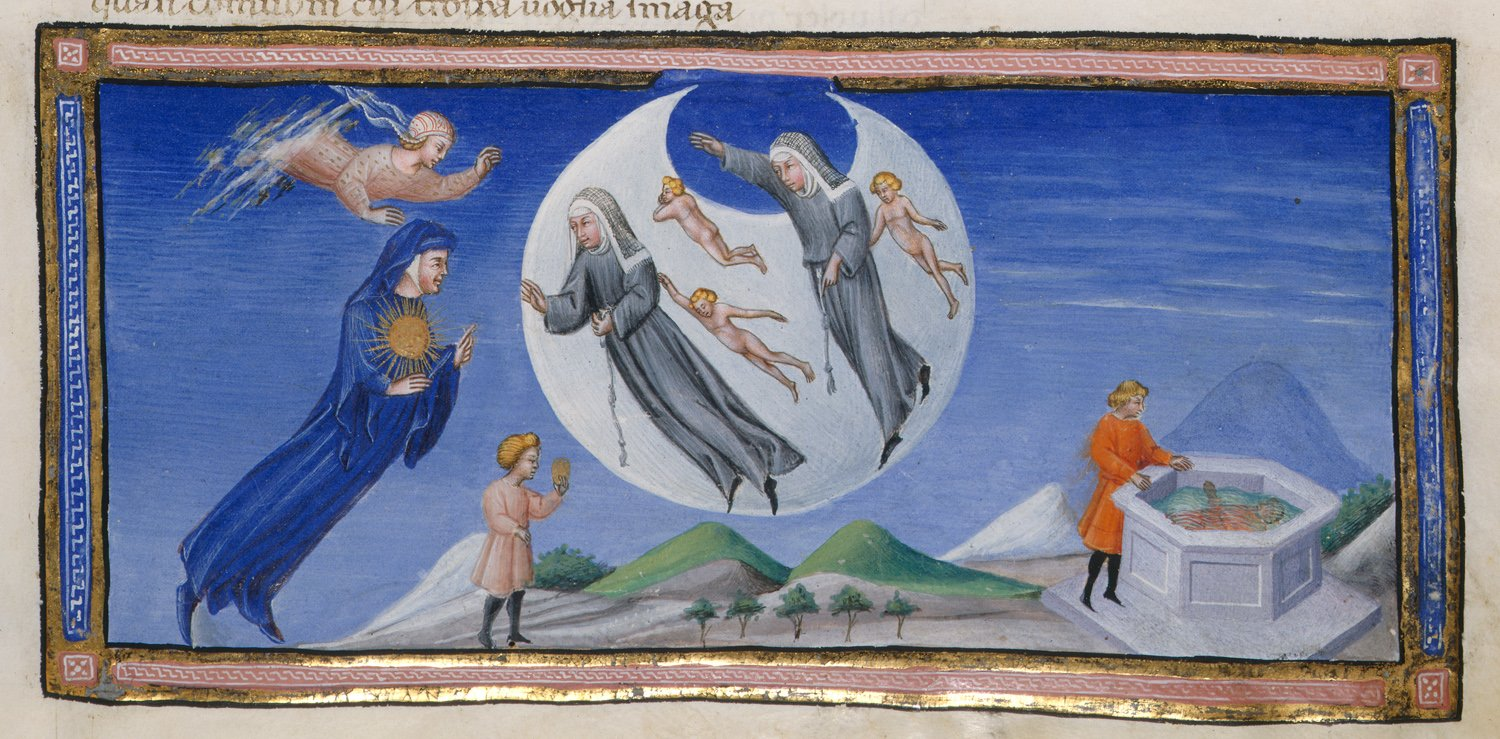
Dante au Ciel de la Lune.

Le premier ciel est le Cielo della Luna (Ciel de la Lune), considéré au Moyen Âge comme une planète, dont l'influence dominante est l'inconstance et la soumission : ici résident les âmes de ceux qui n'ont pas accompli leurs vœux, non pas par choix mais à cause de la contrainte d'un autre contre laquelle ils n'ont pas pu résister. Ces âmes apparaissent à Dante comme des images reflétées par un verre clair et laconique, ou par des eaux claires et calmes, ou encore des âmes pleines de brume.
Les intelligences angéliques qui animent ce ciel sont les anges, qui appartiennent à la première armée angélique.
Ici se trouvent les bienheureux Piccarda Donati et Constance de Hauteville.

## Deuxième ciel (Ciel de Mercure) - Esprits actifs pour la gloire
Le deuxième ciel est appelé le ciel de Mercure, qui se caractérise par l'amour de la gloire et de la célébrité terrestre : les âmes qui y résident sont en fait celles qui ont été actives dans ce but. Ils apparaissent à Dante comme des splendeurs flamboyantes qui dansent et chantent.
Les questions théologiques suivantes sont abordées dans ce ciel :
- La mort du Christ ;
- Pourquoi Dieu a racheté la race humaine par le sacrifice du Christ ;
- La corruptibilité et l'incorruptibilité des créatures et la résurrection des corps.

Les intelligences mobiles de ce ciel appartiennent à la deuxième armée angélique, les archanges.
Ici se trouvent les bienheureux Justinien Ier et Romée de Villeneuve.

## Troisième ciel (Ciel de Vénus) - Esprits aimants
Le troisième ciel est le ciel de Vénus, caractérisé par l'amour et où résident les âmes de ceux qui ont aimé. Ceux-ci apparaissent à Dante comme des splendeurs en mouvement rapide dans un cercle.
Les questions théologiques suivantes sont abordées dans ce ciel :
- Comment de bons parents peuvent naître de mauvais enfants ;
- Les raisons des différents tempéraments humains.

Les intelligences motrices de ce ciel appartiennent à la troisième armée angélique, les principautés.
Ici se trouvent les bienheureux Charles Martel, Cunizza da Romano, Folquet de Marseille et Rahab.

## Quatrième ciel (Ciel du Soleil) - Esprits sages
« Et le ciel du Soleil peut être comparé à l'Arismetrica pour deux propriétés : l'une est que toutes les autres étoiles sont informées par sa lumière ; l'autre est que l'œil ne peut pas le viser. »

— Dante, Convivio II, 13, 15

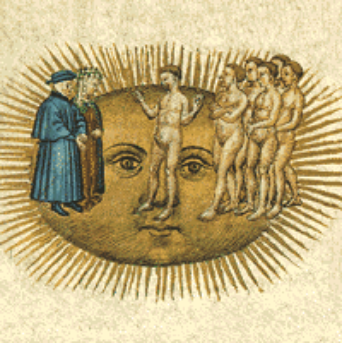
Dante et Beatrice au Ciel du Soleil.

Le quatrième est le Ciel du Soleil, caractérisé par la sagesse : les âmes des sages et des docteurs de l'Église sont bénies dans ce ciel ; elles apparaissent disposées en couronnes concentriques de splendeur vivante, dansant autour du chant.
Les questions théologiques, philosophiques et morales abordées dans ce ciel sont les suivantes :
- L'ordre de la création et ses conséquences ;
- La corruption de l'ordre dominicain ;
- La corruption de l'ordre franciscain ;
- La sagesse d'Adam et du Christ et celle de Salomon ;
- L'erreur des jugements humains ;
- La splendeur des âmes bénies après la résurrection des corps.

Les intelligences mobiles de ce ciel appartiennent à la quatrième armée angélique, les puissances.
Ici se trouvent les bienheureux Thomas d'Aquin, Albert le Grand, François Gratien, Pierre Lombard, Salomon, Denys l'Aréopagite, Paul Orosius, Anicius Manlius Torquatus Severinus Boethius, Isidore de Séville, Bède le Vénérable, Richard de Saint-Victor, Siger de Brabant, Bonaventure de Bagnoregio, Illuminatus de Rieti, Augustin d'Assise, Hugues de Saint-Victor, Pierre le Mangeur, le Pape Jean XXI, Nathan, Jean Chrysostome, Anselme de Cantorbéry, Donatus, Raban Maur, Joachim de Flore.

## Cinquième ciel (Ciel de Mars) - Esprits luttant pour la foi
Le cinquième ciel est celui de Mars, dieu de la guerre et c'est ici que résident les âmes de ceux qui ont combattu et sont morts pour la foi. Elles apparaissent comme des splendeurs vives et rougeâtres qui chantent et se déplacent en formant une croix grecque au centre de laquelle brille le Christ, celui qui est mort le premier pour donner la foi à l'humanité.
Les intelligences mobiles de ce ciel sont les vertus, qui appartiennent à la cinquième armée angélique.
Ici se trouvent les bienheureux Cacciaguida, Josué, Judas Maccabée, Charlemagne, Roland, Rhinelander, Godefroy de Bouillon et Robert Guiscard.

## Sixième Ciel (Ciel de Jupiter) - Esprits vertueux
Le sixième est le Ciel de Jupiter, dont la vertu caractéristique est la justice : le ciel est le siège des âmes des princes sages et justes ; elles apparaissent à Dante comme des lumières qui volent et chantent, formant des lettres lumineuses qui composent la phrase Diligite iustitiam qui iudicatis terram (« Aime la justice toi qui juges le monde ») ; après les lettres, les bienheureux, à partir du dernier « M » (première lettre du mot Monarchie), forment l'image d'un aigle, allégorie de l'Empire.
Les questions philosophiques et théologiques abordées dans ce ciel sont :
- L'impénétrabilité de la justice divine : pourquoi ceux qui n'ont pas pu connaître le Christ sont condamnés ;
- La prédestination divine.

Ce ciel est animé par des intelligences angéliques de la deuxième hiérarchie, les dominations.
Ici se trouvent les bienheureux David, Trajan, Ezéchias, Constantin Ier, Guillaume II de Sicile et Riphée.

## Septième ciel (Ciel de Saturne) - Esprits contemplatifs
Le septième ciel est le Ciel de Saturne, caractérisé par la méditation : c'est là que se trouvent les âmes de ceux qui se sont consacrés à la vie contemplative. Ils apparaissent comme des splendeurs qui montent et descendent les marches d'un « escalier céleste » lumineux, de la couleur de l'or brillant, si haut qu'on ne peut en voir le sommet : c'est l'allégorie de la sagesse.
La question philosophique et théologique abordée est l'insondabilité de la volonté divine.
Les intelligences mobiles de ce ciel appartiennent à la première hiérarchie, les trônes.
Ici se trouvent les bienheureux : Pierre Damien, Benoît de Nursie, Macarius, Romuald de Ravenne et plusieurs frères de l'Ordre de Saint-Benoît.

## Huitième ciel (Ciel des Étoiles Fixes) - Triomphe du Christ et de Marie
Le huitième est le Ciel des Étoiles Fixes : ce n'est plus un ciel où sont répartis les différents bienheureux, mais ce sont les âmes triomphantes, qui apparaissent comme d'innombrables lampes à huile illuminées par les rayons que fait pleuvoir la grande lumière du Christ une autre des splendeurs qui triomphent ici est Marie, autour de laquelle plane en chantant l' archange Gabriel.
Dante y subit une sorte d'« examen » sur les trois vertus théologales, après une prière de Béatrice :
- Saint Pierre interroge Dante sur la foi : son contenu et son origine, et les preuves de sa vérité ;
- Saint Jacques le Majeur interroge Dante sur l'Espérance : ce qu'elle est, d'où elle provient, quel est son objet ;
- Saint Jean l'Évangéliste interroge Dante sur la Charité : l'objet de l'amour et les raisons qui le suscitent et le dirigent.

Les intelligences motrices de ce ciel sont les chérubins, appartenant à la première hiérarchie.
Ici se trouvent : Le Christ, la Vierge avec l'archange Gabriel, saint Pierre, saint Jacques le Majeur, saint Jacques le Mineur, saint Jean l'Évangéliste et Adam.

## Neuvième ciel (Premier Mobile) - Triomphe des Anges
Le neuvième et dernier ciel est le Ciel cristallin, également appelé le Primum Mobile car il est précisément le premier à bouger, recevant ce mouvement de Dieu et le transmettant aux cieux concentriques situés en dessous. Au-dessus du Primum Mobile, il n'y a que l'Empyrée, qui est immobile parce qu'il est parfait (dans la théologie médiévale, le mouvement n'est pas compatible avec la perfection, car il implique un changement) : la puissance divine qui est logée dans l'Empyrée, le centre de l'univers, imprime aux cieux en dessous un mouvement de rotation, très rapide dans le Primum Mobile, puis progressivement de plus en plus lent jusqu'à la Terre. Dans l'Empyrée résident les hiérarchies angéliques, qui apparaissent réparties en neuf cercles de feu tournant autour d'un point minuscule mais très lumineux, à savoir Dieu.
Les questions philosophiques et théologiques abordées ici sont :
- La construction et le mouvement du Primum Mobile
- La correspondance entre les neuf cieux et les neuf ordres d'intelligences mobiles (les anges) ;
- La création des anges : leurs facultés et leur nombre.

Les intelligences motrices de ce ciel appartiennent à la première hiérarchie et sont les séraphins.

## Empyrée

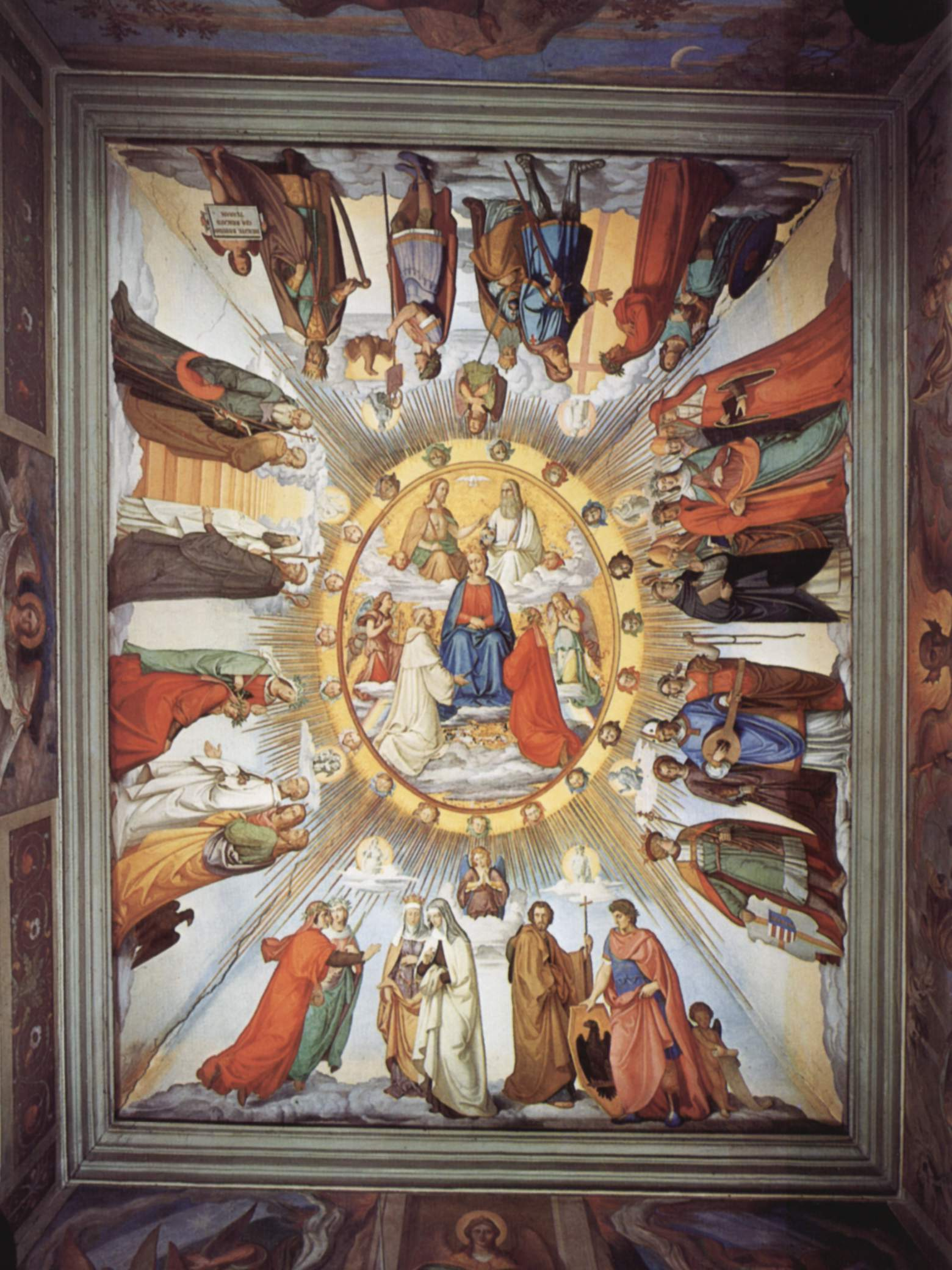
L'Empyrée peint par Philipp Veit.

Au-dessus des neuf cieux se trouve l'Empyrée, où Dieu est assis, entouré des anges et de la Rose des Bienheureux, qui y résident normalement (sauf pour se déplacer librement vers les cieux inférieurs).

## Hypothèse de l'Hypersphère
Horia-Roman Patapievici, spécialiste roumain de Dante, soutient que la forme géométrique qui décrit le mieux le Paradis de Dante est l'hypersphère et en particulier la 3-sphère, c'est-à-dire la sphère à quatre dimensions. Cette hypothèse est également soutenue par le fait que, une fois passé le Primum Mobile, Dante atteint en même temps la limite et le centre du Paradis. La seule figure géométrique dans laquelle le centre coïncide avec tous les points de la surface est en fait la 3-sphère. Mark Peterson et Carlo Rovelli soutiennent la même hypothèse,.